# Wu Jiaxin (boogschutter)
Wu Jiaxin (Peking, 28 februari 1997) is een Chinees boogschutster.

## Carrière
Wu nam in 2016 deel aan de Olympische Spelen waar ze achtereenvolgens won van Yuki Hayashi, Alexandra Mirca en Qi Yuhong maar verloor in de kwartfinale van Ki Bo-bae. Met de Chinese nationale ploeg waar ze derde werden in de plaatsingsronde maar verloren werd in de kwartfinale van Italië. Ze won ook een aantal medailles in de World Cup. Ze was niet actief tussen 2016 en 2019.
In 2021 nam ze opnieuw deel aan de uitgestelde Spelen waar ze in de kwartfinale verloor van de Italiaanse Lucilla Boari. Ze nam ook deel in de gemengde en team competitie.

## Erelijst

### Olympische Spelen
Individueel
- 2016: kwartfinale (verloor van Ki Bo-bae met 2-6)
- 2020: kwartfinale (verloor van Lucilla Boari met 2-6)

### Wereldkampioenschap
Individueel
- 2015: 3e ronde (verloren van Laxmirani Majhi met 3-7)

### World Cup
- 2015:  Antalya (team)
- 2015:  Medellín (gemengd)
- 2016:  Medellín (individueel)
- 2016:  Medellín (team)
- 2023:  Medellín (team)